# محمد عبد رب النبي سيد
محمد عبد رب النبي سيد محمد ( 9 يوليو 1977م). مدرس بقسم العقيدة والفلسفة في كلية أصول الدين والدعوة - جامعة الأزهر - فرع أسيوط. 

## النشأة والتعليم
محمد عبد رب النبي سيد محمد مواليد المنشاة - سوهاج 9 يوليو 1977م. حاصل علي دكتوراه في أصول الدين تخصص العقيدة والفلسفة 2006م. موضوع: ( الجانب الإلهي في الفكر الغربي الحديث والمعاصر وموقف الإسلام منه ) بتقدير مرتبة الشرف الأولى، ماجستير في أصول الدين تخصص العقيدة والفلسفة 2003م، موضوعه: ( المنهج التجريبي بين الفكر الإسلامي والفلسفة الحديثة تأثيرًا وتأثرًا ) بتقدير ممتاز، ليسانس أصول الدين في العقيدة والفلسفة 1999م بتقدير ممتاز مع مرتبة الشرف. إجازة عالية القراءات 1999م. 

## مؤلفاته
الكتب والأبحاث العلمية
- الحب الإلهي عند الإمام ابن القيم، مجلة كلية اللغة العربية - جامعة الأزهر بأسيوط 2007م.
- نظرية الاحتمال في فلسفة العلم وموقف العقيدة الإسلامية منها، مجلة كلية أصول الدين والدعوة الإسلامية - جامعة الأزهر بأسيوط 2007م.
- فتح الولي الحميد بشرح كلمة التوحيد، مجلة كلية أصول الدين والدعوة الإسلامية - جامعة الأزهر بأسيوط 2008م[1]
- فضل العرب على الغرب في مجال البحث التجريبي ( رسالة ماجستير )[2][3][4][5]